# European Foundation for Management Development
Die European Foundation for Management Development (kurz: EFMD) ist eine gemeinnützige Organisation mit Sitz in Brüssel, die sich mit der Akkreditierung von Business Schools und akademischen Abschlüssen der Wirtschaftswissenschaften befasst. Sie hat mit Stand 2022 in 90 Ländern 972 Institutionen als Mitglieder. Am bekanntesten ist ihr System der European Quality Improvement System (EQUIS)-Akkreditierung, die eine der drei Zielqualifikationen der Triple Crown.

## Arbeitsweise
Mit EQUIS (European Quality Improvement System) hat die EFMD ab 1997 einen europäischen Akkreditierungsstandard geschaffen, der hauptsächlich europäischen Business Schools als Qualitätsnachweis dienen soll. Diese stellen mit Stand 2022 mehr als 50 % der akkreditierten Institutionen. In Deutschland (Stand 2024) hat die EQUIS sieben Hochschulen als Mitglieder. Die Idee ist es, ein europäisches Pendant zu dem seit 1916 existierenden Akkreditierungsverfahren der amerikanischen AACSB zu schaffen.
Mit CLIP (Corporate Learning Improvement Process) wurde ein Verfahren entwickelt, mit dem sich firmeneigene Corporate Universities die Qualität ihrer Arbeit anerkennen lassen können. Bis Januar 2015 erhielten 17 Corporate Universities diese Akkreditierung. Das EOCCS (European Online Course Certification System) bescheinigt Unternehmen und Bildungsinstitutionen ein Niveau ihrer E-Learning-Maßnahmen, das wissenschaftlich begründeten Qualitätskriterien gerecht wird.